# Pomatias lanzarotensis
Pomatias lanzarotensis is een slakkensoort uit de familie van de Pomatiidae. De wetenschappelijke naam van de soort is voor het eerst geldig gepubliceerd in 1878 door Wollaston.
De slak leeft op het land en komt voor op de Canarische eilanden Lanzarote, La Graciosa en Fuerteventura.